# اشتباك الناقورة الحدودي
كان اشتباك الناقورة الحدودي أو اشتباك روش حانيكرا اشتباكاً مسلحاً نتج عنه مقتل جندي إسرائيلي بالرصاص تلاه هجوم إسرائيلي مضاد أسفر عن إصابة جندي لبناني. وقع الحادث عند مستوطنة روش حانيكرا أو (حاكيرا) الحدوية شمال إسرائيل، على الحدود اللبنانية الإسرائيلية عند الناقورة. طبقاً للسلطات اللبنانية، فإن الجندي الذي أطلق النار وقتل الجندي الإسرائيلي تصرف بشكل فردي دون حصوله على أوامر بإطلاق النار. مَثَلّ الحادث المرة الأولى التي يُقتل فيها جندي إسرائيلي نتيجة مواجهته مع جنود لبنانيين منذ الاشتباك الحدودي الذي وقع بين لبنان وإسرائيل عام 2010.

## الحادثة
في 15 ديسمبر 2013، الساعة 8:30 مساءً، قُتل الجندي الإسرائيلي الرقيب شلومي كوهين، 31 عاماً، برصاص الجندي اللبناني حسن إبراهيم، 27 عاماً، من الجنود المخضرمين في الجيش اللبناني المنضم إليه منذ عشر سنوات. ترك حسن مخفره وأطلق النار على الجندي الإسرائيلي من مسافة قريبة بسلاح ناري خفيف. فأصاب الرصاص السيارة الجيب العسكرية التي كان يقودها من 6 إلى 7 مرات وذلك بين معبر روش حانيكرا (المعروف في لبنان باسم الناقورة) وموقع الجيش الإسرائيلي الذي كان قادماً منه. وقد وقع إطلاق النار على طول الخط الأزرق المحاط بالسياج، على بعد 50 متراً من الحدود اللبنانية. تنص التعليمات العسكرية الإسرائيلية على أنه لا يمكن لأي مركبة عسكرية غير مدرعة أن تتقدم داخل مسافة 100 متر من الحدود اللبنانية بسبب المخاطرة العالية في تعرضها لخطر الاستهداف.
تزعم بعض الروايات اللبنانية اختراق الرقيب الإسرائيلي للخط الأزرق بسيارة مدنية مما عرضه لإطلاق النار إلا أن الجيش الإسرائيلي نفى ذلك.

## الرد العسكري الإسرائيلي
جاء رد منطقة القيادة الشمالية الإسرائيلية سريعاً. ففي 16 ديسمبر، الساعة الواحدة صباحاً، أُطلق الرصاص على جنديين لبنانيين بناءً على «أنشطة مشبوهة» بالقرب من مكان إطلاق النار على الحدود في منطقة غابية، مما أدى إلى إصابة أحدهما. عقب الحادث، وضع الجيش اللبناني قواته في حالة التأهب القصوى في المنطقة. كما أبلغ الجيش اللبناني عن انتهاك إسرائيل لمجاله الجوي.
«في الساعة 10:15 مساءً (20:15 بتوقيت جرينتش) أمس، انتهكت طائرة بدون طيار تابعة للعدو الإسرائيلي الأجواء اللبنانية فوق الناقورة وحلقت فوق المنطقة الجنوبية، ثم غادرت في الساعة 12:40 صباحاً.»

## تداعيات الحادث
ناشد وزير الدفاع الإسرائيلي موشيه يعلون، قوة الأمم المتحدة المؤقتة في لبنان، التي شددت بدورها على الحاجة إلى «ضبط النفس» لدى كلا الجانبين.
قال العقيد بيتر ليرنر، المتحدث باسم الجيش الإسرائيلي: «لقد احتج الجيش الإسرائيلي على هذا الانتهاك الفظيع لسيادة إسرائيل لدى اليونيفيل ورفع من استعداداته على طول الحدود. لن نتسامح مع أي عدوان على دولة إسرائيل، ونحتفظ بحق استعمال الدفاع عن النفس ضد مرتكبي الهجمات ضد إسرائيل ومواطنيها».
اختبأ الجندي اللبناني حسن إبراهيم في منطقة شجرية وسلم نفسه للسلطات اللبنانية في اليوم التالي، حيث اعترف بعصيانه لقواعد الاشتباك. ونُسب لرئيس الوزراء اللبناني، نجيب ميقاتي، أن وزارة الدفاع ستحاكم الجندي بسبب تصرفاته.